# Munshi Premchand
Munshi Premchand, प्रेमचंद, (31 juillet 1880 - 8 octobre 1936), est un écrivain de langue hindi et ourdou. Il a d'abord écrit en ourdou, puis en hindi ; il appartient à la génération des écrivains progressistes, imprégnés des idées gandhiennes. On reconnaît dans le style de Premchand certaines influences du réalisme soviétique. 
Plusieurs de ses romans sont pessimistes, comme Nirmalâ, qui relate les difficultés de deux belles-sœurs. Godân (Le Don de la vache) considéré comme son plus grand chef-d'œuvre, décrit la rencontre entre le monde rural et urbain. De nombreuses nouvelles sont traduites en anglais, français, italien et allemand. Deux de ses nouvelles ont été adaptées au cinéma par Satyajit Ray, pour Les Joueurs d'échecs en 1977 et Délivrance en 1981.